# フランス映画祭 (日本)

第2回フランス映画祭（1959年6月）

フランス映画祭（フランスえいがさい、Festival du film français au Japon）は、日本で毎年行われているユニフランス主催の映画祭。日本初公開となるフランス映画の新作を中心に上映される。
1953年に第1回「フランス映画祭」が開催され、1966年までに計4回開催された。1993年から2005年までは、毎年6月に横浜市のみなとみらい地区にて「フランス映画祭横浜」の名称で開催された。2006年からは、毎年3月に東京・大阪などで「フランス映画祭」の名称で開催されている。

## 概要
主催のユニフランスは、フランス文化省のフランス中央映画庁 (CNC) の非営利外郭団体で、海外でのフランス映画の普及・振興を目的としたプロモーション活動を行っている。1953年に第1回フランス映画祭を開催した。
毎年フランスから映画監督・俳優が映画祭のために来日する。横浜時代は、上映前に舞台挨拶、上映後に観客との質疑応答・サイン会が、ほぼすべての上映回において行われるファンサービス豊かな映画祭であった。2006年に東京等に会場を移してからは、メイン上映回などのみ質疑応答・サイン会が行われるなどしている。
横浜時代は、2003年までは今泉幸子が作品選考ディレクターを、2004年からは佐藤久理子が作品選定アドバイザーを務めた。会場を東京等に移した2006年以降は作品選考委員などを設けず、日本での配給がすでに決まっている作品を中心に上映している。このため、日本での上映機会が少ない質の高い作品を観ることができる映画祭という特徴を失ってしまった。

## 歴史

### フランス映画祭（1953年〜1966年）

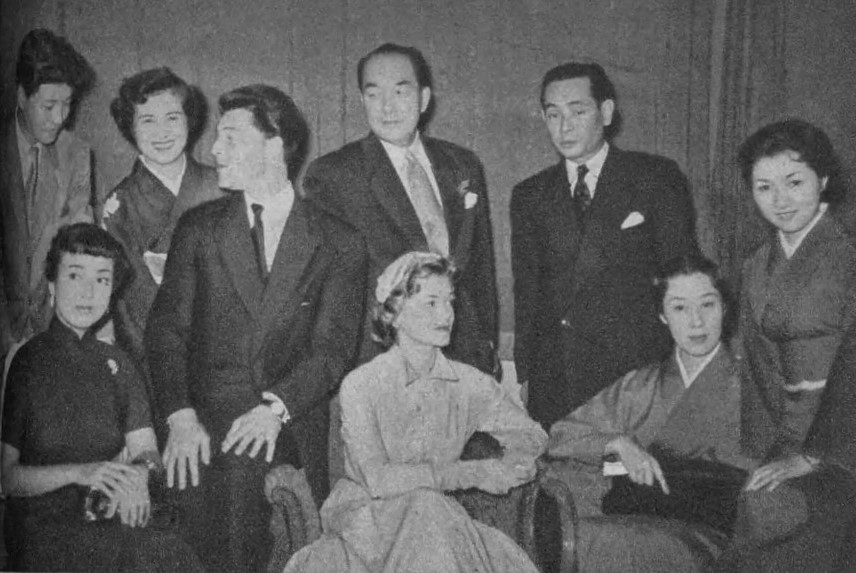
第1回フランス映画祭（1953年10月18日 - 28日）。
映画祭に参加するため来日したジェラール・フィリップとシモーヌ・シモン。

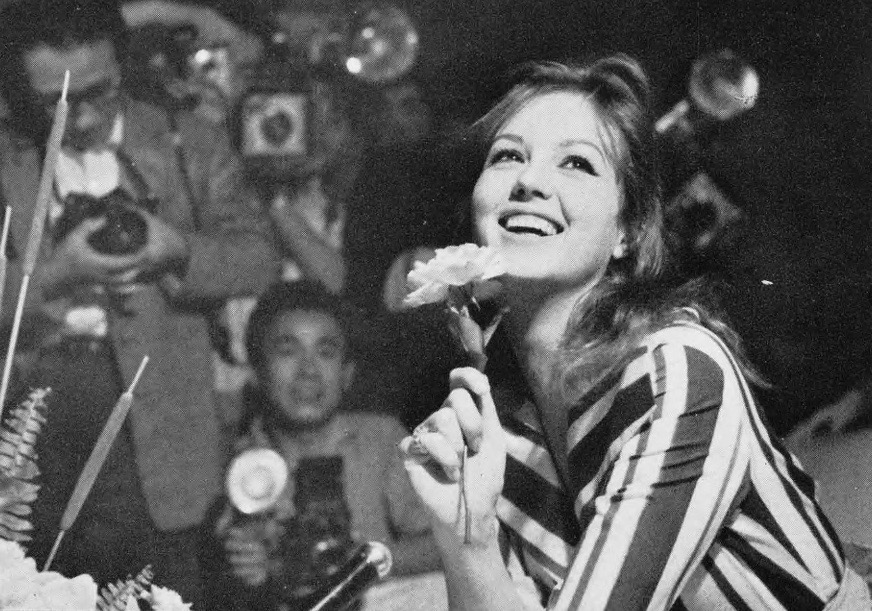
第2回フランス映画祭（1959年6月8日 - 13日）。
映画祭に参加するため来日したミレーヌ・ドモンジョ。

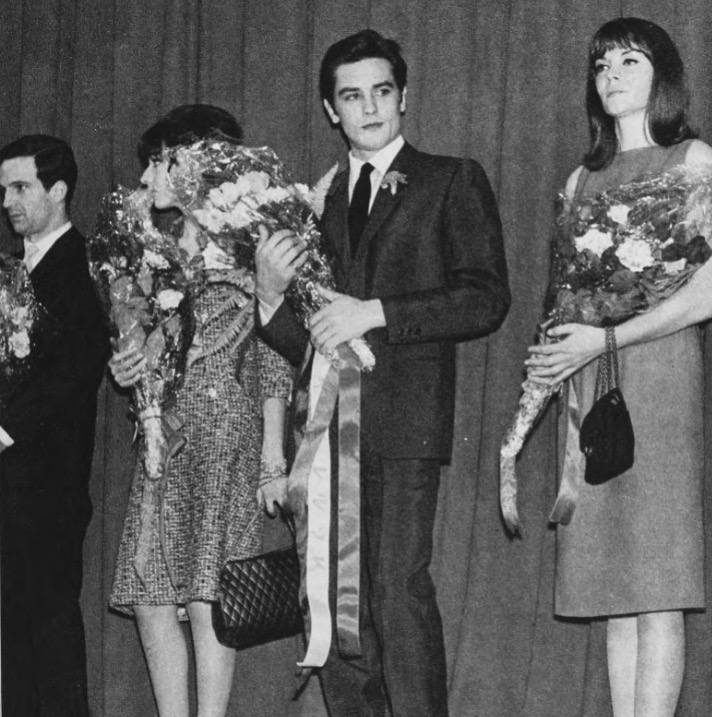
第3回フランス映画祭（1963年4月1日 - 10日）。
映画祭に参加するため来日したフランソワ・トリュフォー、マリー・ラフォレ、アラン・ドロン、フランソワーズ・ブリオン。

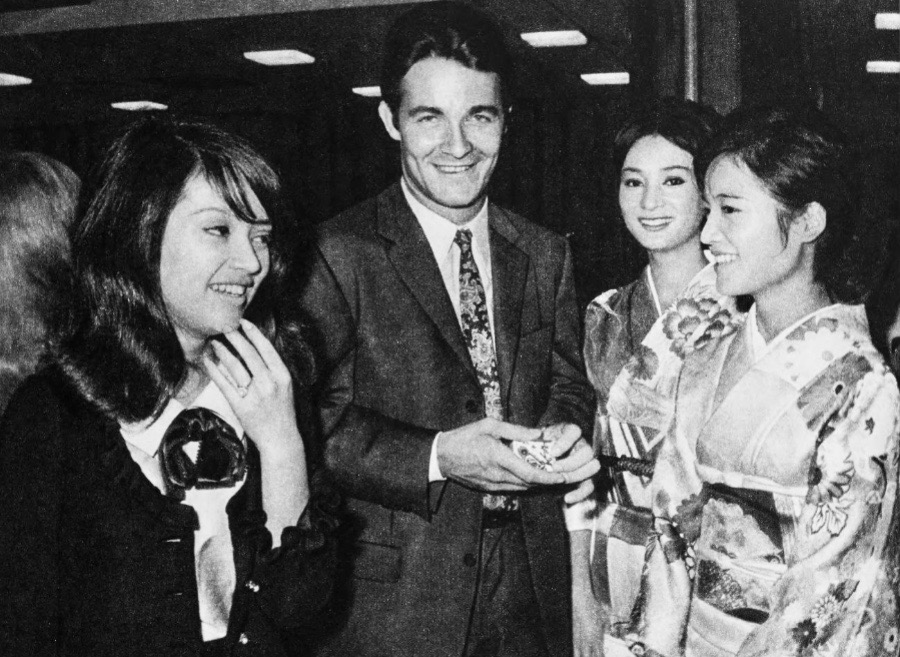
第4回フランス映画祭（1966年10月11日 - 19日）。
映画祭に参加するため来日したジャック・シャリエ。

1953年（昭和28年）9月18日、「日本国とフランスとの間の文化協定」（日仏文化協定）の批准書がパリで交換された。協定成立に伴い、10月18日から28日にかけて、第1回フランス映画祭がユニフランス・フィルムの主催により、東京都の第一生命ホールと新丸ビル・ホール、大阪市の大阪ガスホールと朝日会館、京都市の公楽会館で開催された。『夜ごとの美女』『浮気なカロリーヌ』『嘆きのテレーズ』『裁きは終りぬ』『恐怖の報酬』『失われた想い出』『陽気なドン・カミロ』『肉体の悪魔』『輪舞』の計9本の長編と、短編2本が上映された。アンドレ・カイヤット、ジェラール・フィリップ、シモーヌ・シモンが映画祭に参加するため来日した。
1959年（昭和34年）6月8日から13日にかけて、第2回フランス映画祭がユニフランス、日本映画海外普及協会、外国映画輸入配給協会の主催により、東京都の読売ホールで開催された。『レ・ミゼラブル』『自殺への契約書』『いとこ同志』『燃える大地』『二十四時間の情事』『アルピニスト 岩壁に登る』の6本の新作長編と、短編映画『セーヌの詩』が上映された。ジュリアン・デュヴィヴィエとミレーヌ・ドモンジョが映画祭に参加するため来日した。
1963年（昭和38年）4月1日から10日にかけて、第3回フランス映画祭が東京都千代田区の東商ホールで開催された。ジャン＝ガブリエル・アルビコッコの『金色の眼の女』と『アメリカのねずみ』、『突然炎のごとく』『ミス・アメリカ パリを駆ける』『シベールの日曜日』『女はコワイです』『不滅の女』『地下室のメロディー』『地獄の決死隊』の計9本の長編と、短編映画『ふくろうの河』が上映された。フランソワ・トリュフォー、アラン・ドロン、マリー・ラフォレ、セルジュ・ブールギニョン、アレクサンドラ・スチュワルト、アルベール・ラモリス、フランソワーズ・ブリオンらが映画祭に参加するため3月28日に来日した。
1966年（昭和41年）10月11日から19日にかけて、第4回フランス映画祭が東商ホールと草月ホールで開催された。ジャン＝リュック・ゴダールの『アルファヴィル』『気狂いピエロ』『男性・女性』のほか、『戦争は終った』『城の生活』『創造物』『悲しみの天使』『317小隊』『バルタザールどこへ行く』など計23本の映画が上映された。クロード・ルルーシュ、マリー＝フランス・ピジェ、ジャン＝ルイ・トランティニャン、パスカル・オードレ、ジャック・シャリエらが映画祭に参加するため来日した。

### フランス映画祭横浜（1993年〜2005年）

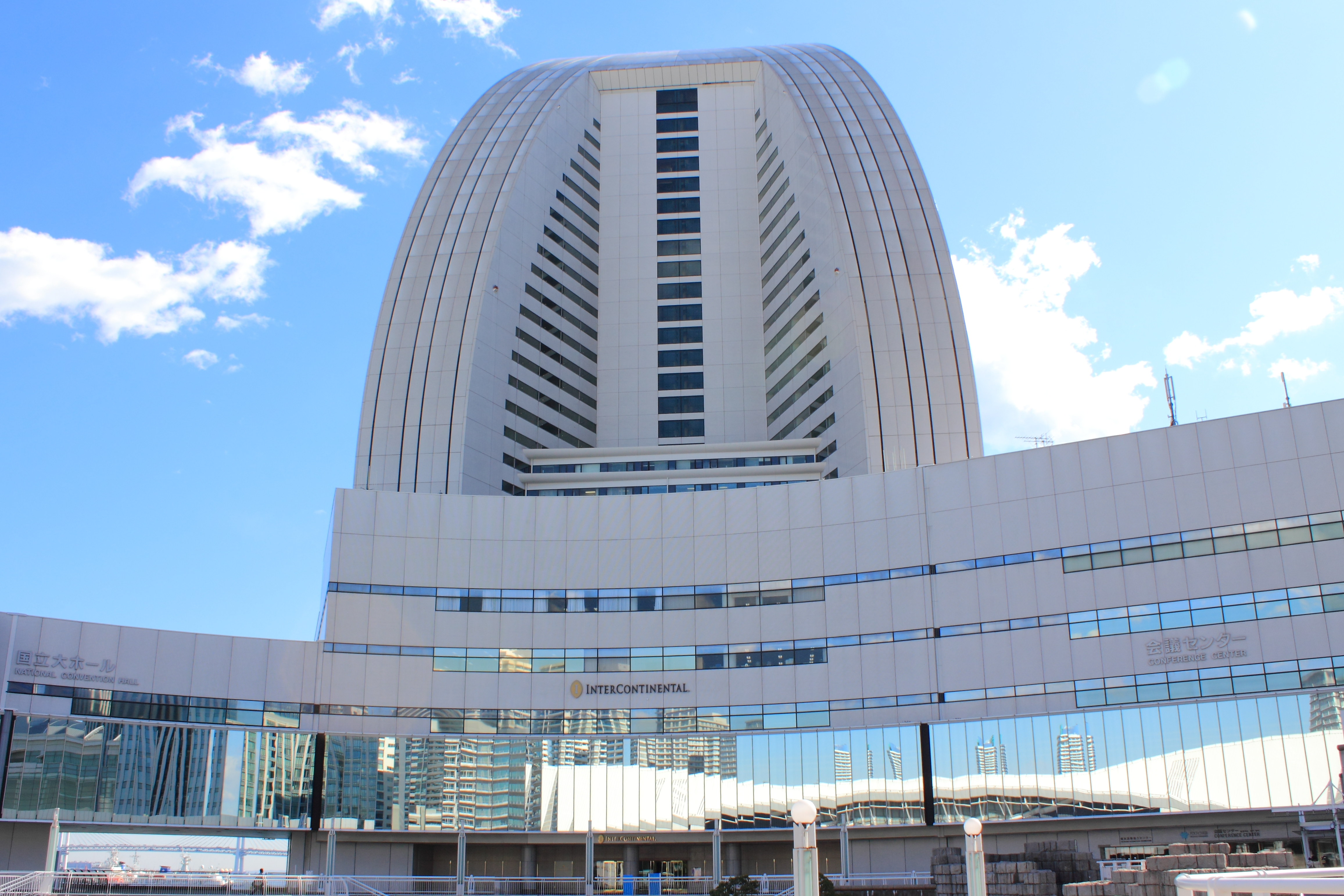
「フランス映画祭横浜」が行われたパシフィコ横浜会議センター棟（下層部の建物）

映画プロデューサーでユニフランス会長（当時）のダニエル・トスカン・デュ・プランティエが、日本での映画祭を企画。横浜市が地域興しのためにその招致に名乗りを上げ、横浜市での開催が決まる。1993年6月に第1回フランス映画祭横浜'93が開催される。会場はパシフィコ横浜会議センター棟1階メインホール（1002席）で、期間は4日間（木曜日から日曜日）。
1995年6月にフランスのシラク大統領が核実験の再開を発表し、ムルロア環礁で核実験を行った。このため日本でもフランス製品の不買運動が起きた。翌年6月の第4回フランス映画祭横浜'96では、横浜市からの補助金が3割近く縮小され、横浜市民との交流を深めるため、市民招待特別鑑賞会などが行われた。
1996年に、高秀秀信・横浜市長（当時）に、フランス映画祭横浜の開催への功績などによりフランス芸術文化勲章が贈られた。
2001年6月の第9回フランス映画祭横浜2001からは水曜日からの5日間開催となった。
2002年の横浜市長選挙にて市長を12年間務めた高秀秀信が敗れ、4月から中田宏が横浜市長に就いた。この6月の第10回フランス映画祭横浜2002では、ユニフランス会長（当時）のダニエル・トスカン・デュ・プランティエに横浜文化賞が贈られ、高秀秀信・前市長（当時）にレジオン・ドヌール勲章が贈られた。また、フランス映画トロフィー（後述）が発足し、これらの授賞式が行われたセレモニーには高円宮同妃が出席した。なお、高秀秀信・前市長（当時）はこの年8月に亡くなった。
2003年2月ユニフランス会長（当時）のダニエル・トスカン・デュ・プランティエが急逝（61歳）。新しいユニフランス会長に映画プロデューサーのマルガレート・メネゴーズが就いた。
2004年6月の第12回フランス映画祭横浜2004では、それまでの今泉幸子に代わって佐藤久理子が作品選定アドバイザーに就いた。フランス映画祭横浜で初めて長編アニメーションが上映され、また観客賞が初めて設けられた。
2005年6月の第13回フランス映画祭横浜2005では、観客の増加を受けて、メイン会場のパシフィコ横浜の他にワーナー・マイカル・シネマズみなとみらいと109シネマズMM横浜がサブ会場となり、すべての長編作品がサブ会場でも上映された。
中田市長になりフランス映画祭横浜の規模縮小や開催中止があやぶまれたが、2005年6月に横浜シネマテークが発足し、また2005年から毎年6月は「横浜フランス月間」が行われるようになった。しかし、横浜フランス月間の中心となるはずのフランス映画祭は2006年から3月開催となってしまった。

#### 3月開催への変更
2005年夏にユニフランス側から翌年3月開催を打診されたが、横浜市は2005年度の予算はすでに組んでいるうえ、2005年度のフランス映画祭は6月に開催済みであったため、2005年度内となる2006年3月の開催では予算が組めないと断った。ただし、横浜市としては以前のような映画祭への参加も考えていることを表明した。なお、ユニフランス側は、横浜市長選が2006年3月にあったため横浜市が断ったのだと説明している。

### フランス映画祭（2006年以降）

#### 六本木ほか（2006年〜2010年）
2006年は3月に「フランス映画祭2006」の名称で東京・大阪にて開催された。2005年までのような作品選定委員は設けず、日本での配給決定済み11本とフランスの映画会社からの自薦19本の計30本の長編と短編特集を上映した。東京ではメイン会場にシネマメディアージュ（お台場）、サブ会場にVIRGIN TOHO CINEMAS 六本木ヒルズ（現・TOHOシネマズ六本木ヒルズ）、大阪ではTOHOシネマズ高槻（現：高槻アレックスシネマ）が会場となった。なお、オープニングセレモニーは招待客のみでの上映であった。
2007年3月のフランス映画祭2007では、東京・横浜・大阪で開催された。日本での配給決定済み12本を含む長編16作品と短編特集が上映された。関東ではメイン会場にTOHOシネマズ六本木ヒルズ、サブ会場にシネマメディアージュ、TOHOシネマズららぽーと横浜、大阪ではTOHOシネマズなんば、TOHOシネマズ高槻が会場となった。なお、横浜では長編3本と短篇特集のみの上映であった。
2008年3月のフランス映画祭2008は、東京・大阪で開催された。日本での配給決定済み5本を含む長編13作品と短編特集が上映された。東京ではTOHOシネマズ六本木ヒルズ、大阪ではTOHOシネマズなんばが会場となった。関東ではTOHOシネマズ六本木ヒルズのスクリーン7（644席）での上映は3回のみで、他はスクリーン5（265席）・スクリーン6（180席）での上映である。これは、すべての上映作品をパシフィコ横浜会議センター棟1階メインホール（1002席）で上映していた2005年までの横浜時代と比べ、大幅な規模縮小となる。
2009年1月ユニフランス会長にマルガレート・メネゴーズに代わって映画プロデューサーのアントワーヌ・ド・クレモン＝トネールが就いた。
2009年3月のフランス映画祭2009は、東京のみでの開催された。日本での配給決定済み7本を含む長編15作品と短編特集が上映された。会場はTOHOシネマズ六本木ヒルズで、すべての作品がスクリーン7（644席）で上映された。期間は木曜から日曜日までの4日間。
2009年4月から、ユニフランスの新しいディレクターにレジーヌ・アチョンドが就いた（会長はクレモン＝トネールのまま）。
2010年3月のフランス映画祭2010は、日本での配給決定済み7本を含む長編14作品と短編特集が上映された。期間は木曜から春分の日の月曜までの5日間。2009年同様、東京のみでの開催で、すべての作品がTOHOシネマズ六本木ヒルズのスクリーン7（644席）で上映された。この年のフランス映画祭から、短文投稿サービスのTwitter、ソーシャル・ネットワーキング・サービスのFacebookとMyspaceに公式アカウントが作られ、映画祭情報が提供されるようになった（Myspaceのアカウントは現在休止している）。

#### 有楽町ほか（2011年以降）

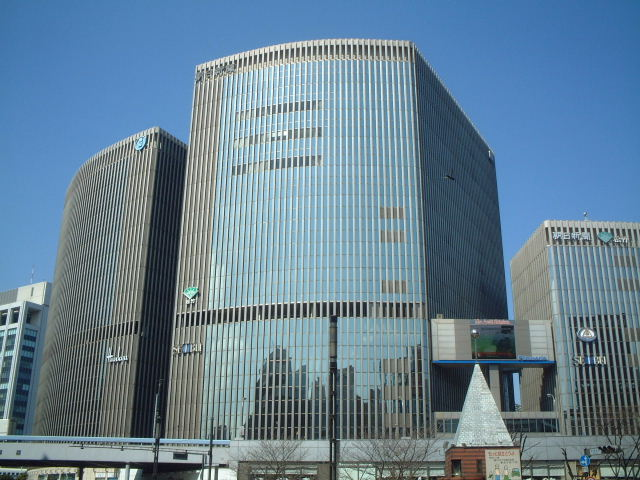
2011年以降のフランス映画祭が行われた有楽町マリオン（有楽町朝日ホールは写真中央のビル内、TOHOシネマズ日劇3は写真左のビル内）

2011年のフランス映画祭2011は、6年ぶりに6月開催となった（2010年10月に開催日時が発表された）。日本での配給決定済み4本とビデオリリース決定済み1本を含む長編12作品と短編特集が上映された。期間は木曜（ただし上映作は1本のみ）から日曜までの4日間。初めて東京・有楽町で開催され、会場は有楽町朝日ホール（772席）で、レイトショーのみTOHOシネマズ日劇3（522席）で上映された。映画祭運営は、初めてユニフランス・フィルムズと東京フィルメックスとの共同で行われた。
2012年は、20回記念として6月に「20th アニバーサリー フランス映画祭」として開催された。日本での配給決定済み10本を含む長編11作品と短編特集が上映された。期間は6月21日（木）（ただし上映作は1本のみ）から24日（日）までの4日間。2011年同様、会場は有楽町朝日ホール（772席）で、レイトショーのみTOHOシネマズ日劇3（522席）で上映され、映画祭運営はユニフランス・フィルムズと東京フィルメックスとの共同で行われた。
その後、「フランス映画祭2012」として京都で6月25日（月）と26日（火）の2日間、福岡で6月27日（水）から7月1日（日）の5日間開催された。京都では、東京での上映作のうち長編5作品と短編特集が京都シネマにて上映された。福岡では、福岡市総合図書館と西鉄ホールにて上映された。
2013年1月、ユニフランス会長にアントワーヌ・ド・クレモン＝トネールに代わって映画監督のジャン＝ポール・サロメが就いた。
2013年のフランス映画祭2013は、日本での配給決定済み長編8本と旧作のデジタル修復版1本を含む長編13作品 (うち1作品は短編1本との併映) と短編特集が上映された。期間は6月21日（金）から24日（月）までの4日間（金曜は2本のみ上映、最終日は祝日ではなく平日）。2011年・2012年同様、会場は有楽町朝日ホール（772席）で、レイトショーのみTOHOシネマズ日劇3（522席）で上映され、映画祭運営はユニフランス・フィルムズと東京フィルメックスとの共同で行われた。また、京都・大阪・福岡でも上映が行われた。

## 賞

### フランス映画トロフィー
前年3月から翌2月までの1年間に日本で公開されたフランス映画の興行成績上位5作品から最も印象的だった作品に与えられる賞。著名人からなる審査員によって1作品が選ばれる。2002年と2003年のみ行われた。
- 2002年 - アメリ（監督：ジャン＝ピエール・ジュネ）
他のノミネート作品：ヴィドック、ジェヴォーダンの獣、夏至、WASABI
- 2003年 - まぼろし（監督：フランソワ・オゾン）
他のノミネート作品：エトワール、トランスポーター、8人の女たち、ピアニスト

### 観客賞
2004年創設。ただし、2005年は投票が行われなかった。
- 2004年 - ぼくセザール10歳半1m39cm Moi César, 10 ans ½, 1m39 （監督：リシャール・ベリ）
- 2006年 - 戦場のアリア Joyeux Noël （監督：クリスチャン・カリオン）
- 2007年 - モリエール Molière （監督：ローラン・ティラール、劇場公開題『モリエール 恋こそ喜劇』）
- 2008年 - 娘と狼 La Jeune Fille et les Loups （監督：ジル・ルグラン）
- 2009年 - コード Le code a changé （監督：ダニエル・トンプソン）
- 2010年 - オーケストラ! Le Concert （監督：ラデュ・ミヘイレアニュ）
- 2011年 - 匿名レンアイ相談所 Les Émotifs anonymes （監督：ジャン＝ピエール・アメリス）
- 2012年 - 最強のふたり Intouchables （監督：エリック・トレダノ、オリヴィエ・ナカシュ）
- 2013年 - Populaire（原題） Populaire （監督：レジス・ロワンサル、劇場公開題『タイピスト!』）

## 備考
- かつては、シトロエン、プジョー・ジャポン、ルノー・ジャポンなどがスポンサーとしてオフィシャル・カーを提供していた。これらフランスメーカーの自動車は、監督・俳優らの輸送手段として使われた。